# Boalt (Östra Göinge)
Boalt is een plaats in de gemeente Östra Göinge in het Zweedse landschap Skåne en de provincie Skåne län. De plaats heeft 110 inwoners (2005) en een oppervlakte van 31 hectare. Boalt ligt op een plaats waar twee wegen elkaar kruizen en wordt omringd door zowel landbouwgrond als bos. De stad Kristianstad ligt zo'n veertig kilometer ten zuiden van het dorp.